# 고령경찰서
고령경찰서(高靈警察署, Goryeong Police Station)는 경상북도경찰청이 관할하는 경찰서 중 하나이다. 경상북도 고령군 일대를 관할한다. 경상북도 고령군 대가야읍 대가야로 1411에 위치하고 있다.
서장은 총경으로 보한다.

## 기본 정보
- 주소: 경상북도 고령군 대가야읍 대가야로 1411
- 우편번호: 717-800

## 관할 파출소
고령경찰서는 5개의 파출소를 산하에 두고 있다.
| 명칭       | 사진 | 주소                | 관할구역                 | 치안센터                  |
| ---------- | ---- | ------------------- | ------------------------ | ------------------------- |
| 고령파출소 |      | 대가야읍 시장1길 5  | 대가야읍, 운수면, 덕곡면 | 운수치안센터 덕곡치안센터 |
| 쌍림파출소 |      | 쌍림면 대가야로 610 | 쌍림면                   |                           |
| 성산파출소 |      | 성산면 성산로 954   | 성산면, 개진면           | 개진치안센터              |
| 다산파출소 |      | 다산면 평리1길 15-1 | 다산면                   |                           |
| 우곡파출소 |      | 우곡면 도진3길 9    | 우곡면                   |                           |